# Capparis

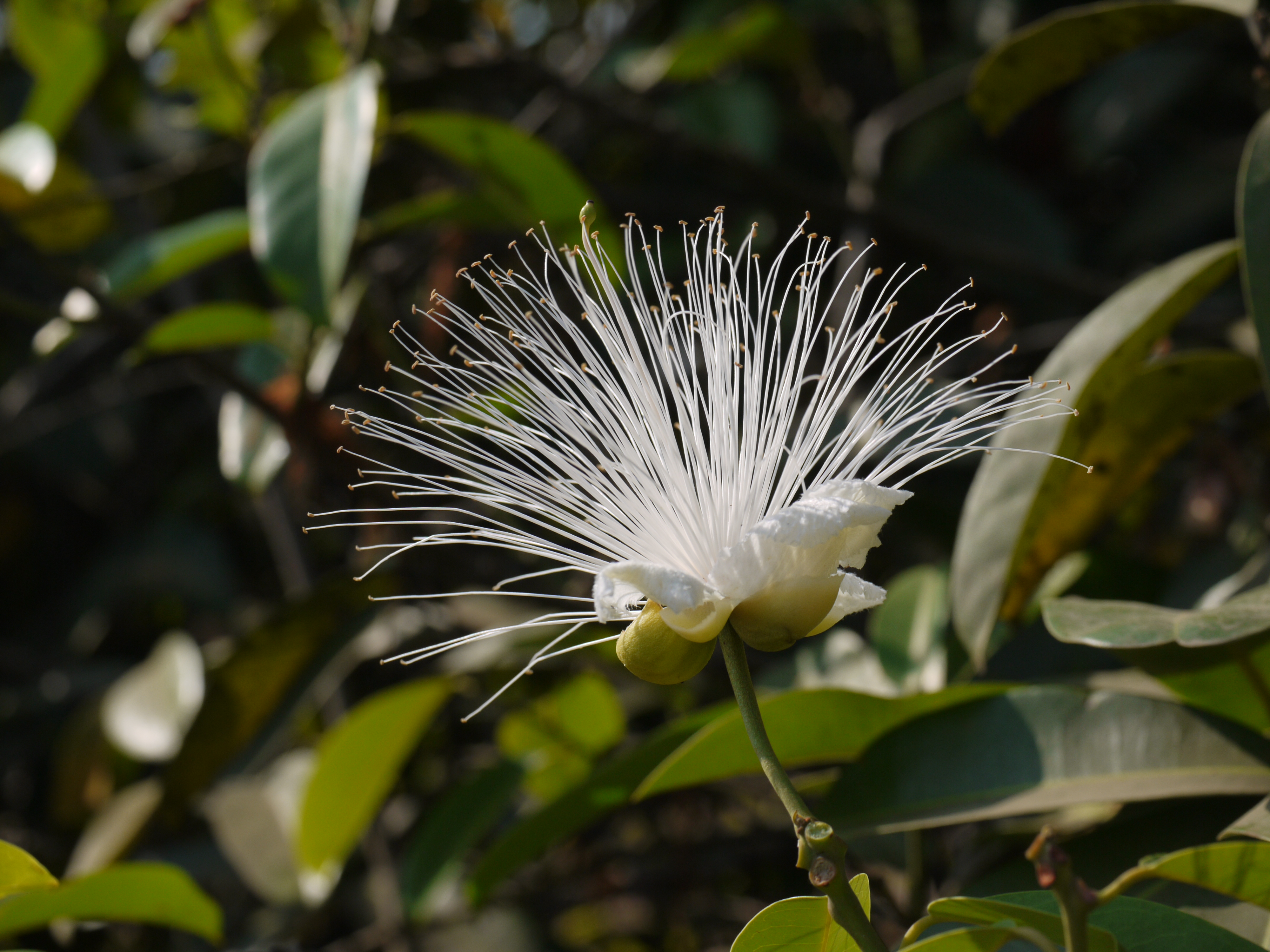
Capparis moonii

Capparis Tourn. ex L. è un genere della famiglia Capparaceae comprendente piante fruticose, lianose o arboree distribuite in regioni temperate, subtropicali e tropicali di Africa, Eurasia e Oceania.
In Italia vegeta il cappero (Capparis spinosa), a foglie glauche e stipole generalmente caduche ed erbacee.

## Descrizione
Le specie di questo genere hanno foglie alterne, semplici, provviste di stipole spinescenti, fiori ermafroditi, attinomorfi e tetrameri, solitari o riuniti in racemi, con androceo composto da numerosi stami e ovario peduncolato. Il frutto è una capsula uniloculare contenente più semi.

## Tassonomia
Comprende le seguenti specie:
- Capparis acutifolia Sweet
- Capparis annamensis (Baker f.) M.Jacobs
- Capparis anomala (F.Muell.) Christenh. & Byng
- Capparis arborea (F.Muell.) Maiden
- Capparis artensis Montrouz.
- Capparis assamica Hook.f. & Thomson
- Capparis bachii Sy, R.K.Choudhary & Joongku Lee
- Capparis batianoffii Guymer
- Capparis beneolens Gagnep.
- Capparis bodinieri H.Lév.
- Capparis brachybotrya Hallier f.
- Capparis brassii DC.
- Capparis brevispina DC.
- Capparis burmanica Collett & Hemsl.
- Capparis buwaldae M.Jacobs
- Capparis callophylla Blume
- Capparis canescens Banks ex DC.
- Capparis cantoniensis Lour.
- Capparis cartilaginea Decne.
- Capparis cataphyllosa M.Jacobs
- Capparis chingiana B.S.Sun
- Capparis chrysomeia Bojer
- Capparis cinerea M.Jacobs
- Capparis cleghornii Dunn
- Capparis corymbosa Lam.
- Capparis cucurbitina King
- Capparis daknongensis Sy, G.C.Tucker, Cornejo & Joongku Lee
- Capparis dasyphylla Merr. & F.P.Metcalf
- Capparis decidua (Forssk.) Edgew.
- Capparis diffusa Ridl.
- Capparis dioica Gilg
- Capparis divaricata Lam.
- Capparis diversifolia Wight & Arn.
- Capparis dongvanensis Sy, B.H.Quang & D.V.Hai
- Capparis echinocarpa Pierre ex Gagnep.
- Capparis erycibe Hallier f.
- Capparis erythrocarpos Isert
- Capparis fascicularis DC.
- Capparis fengii B.S.Sun
- Capparis flavicans Kurz
- Capparis floribunda Wight
- Capparis fohaiensis B.S.Sun
- Capparis formosana Hemsl.
- Capparis fusifera Dunn
- Capparis gialaiensis Sy
- Capparis grandidieri Baill.
- Capparis grandiflora Wall. ex Hook.f. & Thomson
- Capparis grandis L.f.
- Capparis hainanensis Oliv.
- Capparis henryi Matsum.
- Capparis hereroensis Schinz
- Capparis heteracantha DC.
- Capparis hinnamnoensis Souvann. & Fici
- Capparis humistrata (F.Muell.) F.Muell.
- Capparis hypovellerea Gilg & Gilg-Ben.
- Capparis jacobsii Hewson
- Capparis kebarensis Fici
- Capparis khuamak Gagnep.
- Capparis klossii Ridl.
- Capparis koioides M.Jacobs
- Capparis kollimalayana M.B.Viswan.
- Capparis lanceolaris DC.
- Capparis lanceolatifolia Fici, Bouaman. & Souvann.
- Capparis laotica Gagnep.
- Capparis lasiantha R.Br. ex DC.
- Capparis lobbiana Turcz.
- Capparis longestipitata Heine
- Capparis longgangensis S.L.Mo & X.S.Lee ex Y.S.Huang
- Capparis loranthifolia Lindl.
- Capparis lucida (Banks ex DC.) Benth.
- Capparis macleishii (A.G.Mill.) Christenh. & Byng
- Capparis masaikai H.Lév.
- Capparis mekongensis Gagnep.
- Capparis membranifolia Kurz
- Capparis micracantha DC.
- Capparis micrantha A.Rich.
- Capparis mitchellii (Lindl. ex F.Muell.) Lindl.
- Capparis monantha M.Jacobs
- Capparis moonii Wight
- Capparis multiflora Hook.f. & Thomson
- Capparis nana Craib
- Capparis nilgiriensis Subba Rao, Kumari & V.Chandras.
- Capparis nobilis (Endl.) F.Muell. ex Benth.
- Capparis nummularia DC.
- Capparis olacifolia Hook.f. & Thomson
- Capparis ornans F.Muell. ex Benth.
- Capparis pachyphylla M.Jacobs
- Capparis parvifolia Fici
- Capparis poggei Pax
- Capparis pranensis (Pierre ex Gagnep.) M.Jacobs
- Capparis pseudocerasifera Hauman
- Capparis pubiflora DC.
- Capparis pubifolia B.S.Sun
- Capparis pyrifolia Lam.
- Capparis quiniflora DC.
- Capparis radula Gagnep.
- Capparis ramonensis Danin
- Capparis rheedei DC.
- Capparis richardii Baill.
- Capparis rigida M.Jacobs
- Capparis rotundifolia Rottler
- Capparis roxburghii DC.
- Capparis rufidula M.Jacobs
- Capparis sabiifolia Hook.f. & Thomson
- Capparis sarmentosa A.Cunn. ex Benth.
- Capparis scortechinii King
- Capparis sepiaria L.
- Capparis shanesiana F.Muell.
- Capparis shevaroyensis Sundararagh.
- Capparis siamensis Kurz
- Capparis sikkimensis Kurz
- Capparis spinosa L.
- Capparis srilankensis Sundararagh.
- Capparis subsessilis B.S.Sun
- Capparis sunbisiniana M.L.Zhang & G.C.Tucker
- Capparis tagbanuorum Fici
- Capparis tchaourembensis Fici
- Capparis tenera Dalzell
- Capparis thorelii Gagnep.
- Capparis thozetiana (F.Muell.) F.Muell.
- Capparis tomentosa Lam.
- Capparis tonkinensis Gagnep.
- Capparis trichocarpa B.S.Sun
- Capparis trinervia Hook.f. & Thomson
- Capparis trisonthiae Srisanga & Chayam.
- Capparis umbonata Lindl.
- Capparis urophylla F.Chun
- Capparis velutina P.I.Forst.
- Capparis versicolor Griff.
- Capparis viburnifolia Gagnep.
- Capparis viminea Oliv.
- Capparis wui B.S.Sun
- Capparis yunnanensis Craib & W.W.Sm.
- Capparis zeylanica L.
- Capparis zippeliana Miq.